# Alfonso Maria Liquori
Alfonso Maria Liquori (Napoli, 8 aprile 1926 – Roma, 21 ottobre 2000) è stato un chimico italiano.

## Biografia
Trasferitosi subito dopo la licenza liceale a Roma a causa della guerra, ha preso parte attivamente alla resistenza nel periodo dell'occupazione tedesca fino alla Liberazione. Si è laureato in chimica (indirizzo chimico-fisico) con lode all'Università di Roma. Giovanissimo diventò libero docente in Chimica Generale e Strutturistica Chimica. Nel 1956 gli fu assegnata, per concorso nazionale, la cattedra di chimica all'Università di Bari. Durante il suo soggiorno a Bari si dedicò con impegno alla costituzione e organizzazione didattica e scientifica dell'Istituto Chimico di cui aveva assunto la direzione. Trasferito alla cattedra di Chimica-fisica dell'Università di Napoli dal 1960, si dedicò alla rifondazione dell'Istituto Chimico, di cui assunse la direzione, ed alla formazione scientifica di numerosi giovani allievi, molti dei quali sono oggi validi docenti all'Università di Napoli e altrove.
Dal 1967 si trasferì alla cattedra di Chimica-Fisica dell'Università “La Sapienza” di Roma e ottenne per un anno la “Cattedra Einstein” al Collège de France di Parigi su proposta del Premio Nobel Jacques Monod.
Nel 1982 passò alla II Università di Roma (Tor Vergata) quale Ordinario di Chimica-Fisica della Facoltà di Scienze. Nella fase di sviluppo della II Università di Roma è stato distaccato tre anni presso il Centro Linceo Interdisciplinare su invito dell'Accademia Nazionale dei Lincei.
Ha tenuto conferenze in numerose Università e Centri di Ricerca europei e statunitensi.
Ha svolto attività di ricerca inizialmente nell'Istituto di Chimica Generale dell'Università di Roma, nel centro di strutturistica Chimica del Consiglio nazionale delle Ricerche e poi nel Polymer Institute del Polytechnic Institute di New York con una borsa di studio UNESCO, nel Cavendish Laboratory dell'Università di Cambridge, nell'Istituto di Biofisica del Centro di Saclay (Parigi), e nell'Istituto di Chimica-Fisica dell'Università di Leiden (Paesi Bassi). In questo periodo ha collaborato con eminenti scienziati come Max Perutz e Jacques Monod, insigniti del premio Nobel.

### Premi e riconoscimenti
Nel 1977 ha condiviso con Rita Levi Montalcini il Premio “Ibico Reggino” per le Scienze fisico-matematiche. Nel 1986, l'Istituto di Studi Filosofici e l'Università di Napoli hanno organizzato un convegno Internazionale su “Cristalli, Geni e Proteine” in suo onore per celebrare i trenta anni di insegnamento universitario. Nel 1989 ha ricevuto il “Premio Europeo Lorenzo il Magnifico” per la scienza e nel 1996 la “Medaglia d'oro Giulio Natta” della Società Chimica Italiana.

### Ricerche
I suoi interessi scientifici sono sempre stati caratterizzati da approcci di tipo interdisciplinare e originali. Ha inoltre introdotto nuove metodologie, alcune delle quali, come “l'analisi conformazionale” di macromolecole sintetiche e biologiche. Nelle sue ricerche ha trattato, oltre che i biomateriali:
- struttura di cristalli molecolari e di macromolecole mediante diffrazione dei raggi X e sviluppi metodologici;
- nuovi principi nella stereochimica macromolecolare;
- relazioni fra struttura molecolare e proprietà fisiche di altri polimeri lineari;
- stabilità conformazionale di macromolecole biologiche in soluzione: Transizioni conformazionale cooperative;
- fenomeni di membrana: termodinamica e topologia di membrane a pompa;
- La stabilità termodinamica di proteine globulari in soluzione (Un'equazione termodinamica di stato);
- L'evoluzione temporale dei processi autocooperativi  (Equazione Liquori-Tripiciano);
- L'evoluzione molecolare di geni e proteine (La moltiplicazione genica, ordine e disordine nei geni).

Ha inoltre pubblicato oltre 200 lavori scientifici, per la massima parte su riviste internazionali, oltre a numerosi saggi ed articoli di divulgazione scientifica.